# Aphelandra impressa
Aphelandra impressa är en akantusväxtart som beskrevs av Gustav Lindau. Aphelandra impressa ingår i släktet Aphelandra och familjen akantusväxter. Inga underarter finns listade i Catalogue of Life.